# V502T
V502T(ブイ ごーまるに ティー)は、ボーダフォン日本法人（現ソフトバンクモバイル）が販売するPDC通信方式のV5シリーズの携帯電話端末である。最後まで販売された2G端末であった。

## 特徴
- 薄さ20mmのスリムデザイン

V501Tと比較して6mmマイナスの薄さである。
- 音楽再生機能

AAC形式の音声ファイルをminiSDカードに入れることにより再生が可能。
- シンプルモード3

簡単に携帯電話端末を操作することが出来るシンプルモード3というユーザーインターフェイスを搭載。
- リミットモード搭載

詳細に使用制限が可能なリミットモードを搭載している。